# 墨江ハニ族自治県
墨江ハニ族自治県（ぼくこうハニぞくじちけん）は中華人民共和国雲南省普洱市に位置する自治県。

## 行政区画
- 鎮:聯珠鎮、通関鎮、竜壩鎮、新安鎮、団田鎮、新撫鎮、景星鎮、魚塘鎮、文武鎮、壩溜鎮、泗南江鎮、雅邑鎮
- 郷:竜潭郷、那哈郷
- 民族郷:孟弄イ族郷

## 交通

### 鉄道
- 中国国家鉄路集団
  - 玉磨線

### 道路
- 高速道路
  - 昆磨高速道路
- 国道
  - G213国道・G323国道重複区間